# Taeniodera niasana
Taeniodera niasana är en skalbaggsart som beskrevs av Conrad L. Schoch 1897. Taeniodera niasana ingår i släktet Taeniodera och familjen Cetoniidae. Inga underarter finns listade i Catalogue of Life.